# Saulnières, Ille-et-Vilaine
Saulnières (bretonska: Saoner) är en kommun i departementet Ille-et-Vilaine i regionen Bretagne i nordvästra Frankrike. Kommunen ligger i kantonen Le Sel-de-Bretagne som tillhör arrondissementet Redon. År 2022 hade Saulnières 798 invånare.

## Befolkningsutveckling
Antalet invånare i kommunen Saulnières
Referens:INSEE